# Harun, Ingå
Harun är en ö i Finland. Den ligger i Finska viken och i kommunen Ingå i den ekonomiska regionen  Raseborg i landskapet Nyland, i den södra delen av landet. Ön ligger omkring 67 kilometer väster om Helsingfors.
Öns area är 13,7 hektar och dess största längd är 0,7 kilometer i öst-västlig riktning. Ön höjer sig omkring 20 meter över havsytan.